# Hyptis riparia
Hyptis riparia là một loài thực vật có hoa trong họ Hoa môi. Loài này được Harley mô tả khoa học đầu tiên năm 2006.